# Эспинола, Карлос Ниньо
Карлос Нино Хуниор Эспинола Диас (исп. Carlos Niño Junior Espinola Díaz; род. 25 декабря 1999) — парагвайский футболист, защитник клуба «Насьональ». 

## Клубная карьера
Эспинола — воспитанник столичного клуба «Насьональ». 16 сентября 2020 года в матче против столичного «Серро Портеньо» он дебютировал в парагвайской Примере.